# Igor Butman

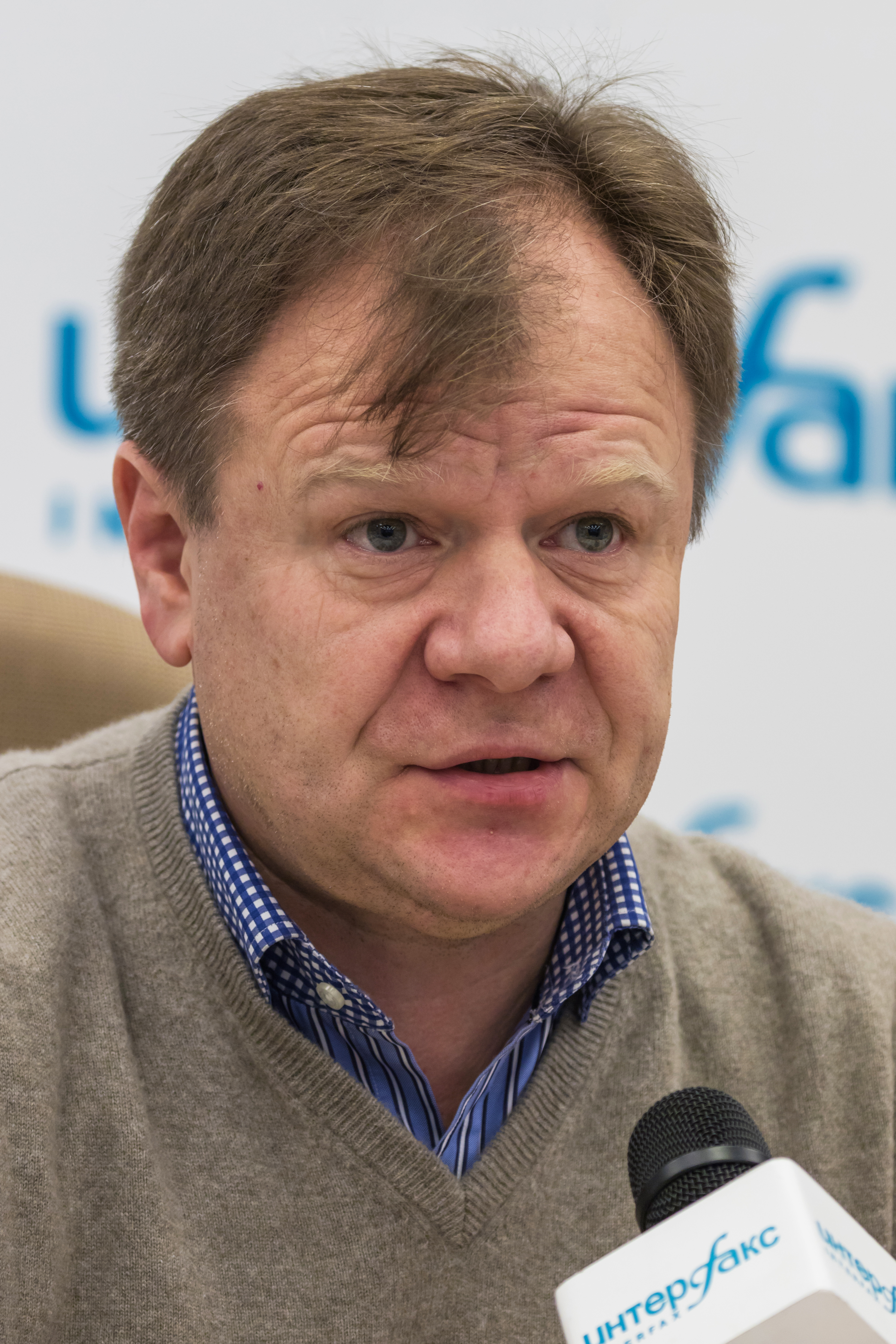
Igor Butman (2016)

Igor Michailowitsch Butman (russisch Игорь Михайлович Бутман; * 27. Oktober 1961 in Leningrad) ist ein russischer Jazzmusiker (Alt-, Tenor- und Sopransaxophon, Komposition), Bigband-Leader und Jazzclubbetreiber.

## Leben und Wirken
Butmans Vater war Ingenieur und Amateur-Schlagzeuger; auch sein jüngerer Bruder Oleg wurde Schlagzeuger. Er studierte von 1975 bis 1980 an der Mussorgsky-Musikschule Klarinette und Saxophon; sein Lehrer war Gennadi Golstein, der ihn mit den Jazz-Radiosendungen von Voice of America vertraut machte. Von 1979 bis 1981 spielte er mit David Goloschtschokin, 1982/83 mit Oleg Lundstrem; von 1984 bis 1987 gehörte er dem Allegro-Quartett an; außerdem wirkte er an Aufnahmen von Sergei Kurjochin mit. 1983 erschien unter eigenem Namen ein erstes Album auf dem Melodija-Label.
1987 ging er in die Vereinigten Staaten, um bis 1989 am Berklee College of Music in Boston zu studieren, wo er zahlreiche Kontakte knüpfte. Dort trat er u. a. auch mit Gary Burton auf und arbeitete mit eigenen Formationen in der Regatta Bar, darunter mit Rachel Z und Wolfgang Muthspiel. Außerdem spielte er im Billy Taylors Quartett, dem Walter Davis Jr. Quartett und dem Monty Alexander Quintett. Ende der 1980er Jahre trat er auch mit Pat Metheny und Grover Washington Jr. auf. 1992 kehrte er für eine Tournee nach Russland zurück und arbeitete in Moskau mit Eddie Gomez. Wieder in New York, nahm er 1993 sein erstes Soloalbum mit eigenen Kompositionen in den USA auf, Falling Out, an dem Eddie Gomez, Lyle Mays und Marvin Smitty Smith mitwirkten. Er spielte 1993 auch bei Joe Locke und ging dann 1994 mit der Band von Lionel Hampton auf Europatournee. Mit Nick Levinowky kam es 1995 zu einer Wiederbelebung des Allegro-Quartetts. Bei den Feierlichkeiten zum fünfzigsten Jahrestags des Kriegsendes spielte er vor den Präsidenten Clinton und Jelzin in Moskau.
In den folgenden Jahren pendelte er häufig zwischen Moskau und New York, arbeitete u. a. mit Gary Burton, Eddie Gomez, Lenny White, John Abercrombie. 1997 erschien sein Album Nostalgie. 1998 wirkte er auf dem Album Method to the Madness der Musikerkollaborative New York Jazz Guerrilla um Torsten de Winkel mit; Wynton Marsalis holte ihn als Gastsolisten ins Lincoln Center Jazz Orchestra. Im folgenden Jahr arbeitete er mit einer Big-Band-Formation mit russischen Musikern, in der auch Marsalis als Gastsolist mitwirkte; weitere Gäste waren Dee Dee Bridgewater, George Benson, Gino Vannelli, Joe Lovano, Billy Cobham, den New York Voices und Randy Brecker. 2003 kam es im Jazz at Lincoln Center zur Zusammenarbeit des Lincoln Center Jazz Orchestra und der Igor Butman Big Band. 2006 nahm Butman ein neues Album auf, das thematisch auf alten Sowjet-Cartoons und -Filmen basiert; dabei wirkten Chick Corea, John Patitucci, Randy Brecker, Stefon Harris und Jack DeJohnette mit. Auch arbeitete er mit Daniel Kramer.
Er ist ein sehr umtriebiger Organisator in der Moskauer Jazzszene mit vielen Kontakten in die verschiedenste Bereiche der russischen Gesellschaft. Er organisierte das Triumph of Jazz Festival in Moskau, das seit 2000 stattfindet. Außerdem leitet er den führenden Moskauer Jazzclub Le Club.